# Mairie de Marseille
La Mairie de Marseille ou Ville de Marseille est l'administration municipale de Marseille. Elle siège à l'Hôtel de ville.

## Histoire
Au XIIe siècle, la rivalité entre Toulouse et Barcelone en Provence renforce les pouvoirs des vicomtes de Marseille. Ceux-ci contrôlent alors la partie basse de la ville, où ils sont représentés par un viguier, alors que la ville haute est dirigée par l'Évêché.
C'est à cette époque qu'est créé le consulat, attesté à partir de 1178. La charte de la ville est adoptée au début du XIIIe siècle. L'organisation politique de Marseille repose alors sur un Conseil des cent chefs de métiers, élu annuellement par les confréries de métier (artisans, gens de mer, avocats, notaires, etc.) et un Grand Conseil, qui constituait le gouvernement municipal. L'exécutif est occupé par différentes personnes en fonction des luttes de pouvoir en Provence : d'abord douze recteurs puis un podestat, engagé pour un an par le Grand Conseil et assisté de deux consuls, puis par le viguier, représentant du comte de Provence, puis de nouveau librement choisi par la ville. En 1257, les Chapitres de paix négociés par la ville avec Charles d'Anjou suppriment les confréries de métier.
Au XVIe et XVIIe siècles, Marseille fait figure de ville rebelle. En 1592, sous la conduite du premier consul Charles de Casaulx, la ville rejette l'autorité du Parlement d'Aix et prend la voie de l'indépendance. Réduite en 1596, elle se rebelle de nombreuses fois contre l'autorité royale au début du XVIIe siècle. Le 2 mars 1660, Louis XIV entre dans la ville. La ville est désarmée et le roi fait adopter un nouveau règlement municipal : les consuls sont supprimés et remplacés par deux échevins élus par un conseil de soixante membres aux pouvoirs réduits. Un poste d'échevin est réservé aux banquiers et négociants, l'autre aux marchands.
En 1766, Louis XV crée le poste de maire de Marseille, réservé à la noblesse de la ville.
La commune de Marseille est créée en 1789, pendant la Révolution. La municipalité est remplacée en 1795 par trois cantons puis rétablie en 1800 par Napoléon. Le maire de Marseille est alors, comme celui des autres grandes villes de France, désigné par l'Empereur. À partir de 1831, sous la monarchie de Juillet, le conseil municipal est élu au suffrage censitaire et le maire désigné par le préfet.
Ce n'est qu'en 1848 que le conseil municipal est élu au suffrage universel direct et le maire élu en son sein. Napoléon III revient sur cette disposition en faisant désigner le maire par le préfet puis, en 1884, sous la IIIe République, l'élection du maire par le conseil municipal s'installe définitivement.
En 1938 a lieu l'incendie des Nouvelles Galeries alors que se réunit à Marseille le congrès du Parti radical. L'administration municipale est alors accusée d'être défaillante et, quelques mois plus tard, en mars 1939, un décret suspend le maire et le conseil municipal : la ville est gérée par un administrateur extraordinaire. Cette situation reste en place pendant la Seconde Guerre mondiale et la municipalité n'est restaurée qu'à la Libération.
La ville de Marseille est découpée en 16 arrondissements municipaux en 1946. Ceux-ci sont regroupés en secteurs pour l'élection des conseillers municipaux depuis 1964. Depuis 1982, Marseille relève de la loi dite « PML » : chaque secteur (six puis huit à partir de 1987) élit au suffrage universel direct un conseil dont un tiers des membres siège également au conseil municipal. Chaque conseil de secteur élit un maire de secteur et le conseil municipal élit le maire de Marseille.

## Composition et organisation

### Conseil municipal
Le conseil municipal de Marseille compte 101 membres. Ils sont élus dans chaque secteur lors des élections municipales, selon la même procédure que dans les communes de plus de 1 000 habitants : le premier tiers des élus de chaque liste siège également au conseil municipal, les suivants seulement au conseil de secteur.

#### Assemblée municipale
|                                             |                           |       |       |      |       |                               |                       |
| Président du conseil municipal de Marseille |                           |       |       |      |       |                               |                       |
| Benoît Payan (DVG)                          |                           |       |       |      |       |                               |                       |
| Parti                                       | Parti                     | Sigle | Sigle | Élus | Total | Groupe                        | Président(e)          |
| Majorité (55 sièges)                        |                           |       |       |      |       |                               |                       |
|                                             | Divers gauche             |       | DVG   | 12   | 36    | Le Printemps Marseillais      | Pierre Huget          |
| Parti socialiste                            |                           | PS    | 6     |      | 36    | Le Printemps Marseillais      | Pierre Huget          |
| Parti communiste français                   |                           | PCF   | 5     |      | 36    | Le Printemps Marseillais      | Pierre Huget          |
| Gauche républicaine et socialiste           |                           | GRS   | 4     |      | 36    | Le Printemps Marseillais      | Pierre Huget          |
| Europe Écologie Les Verts diss.             |                           | EÉLV  | 3     |      | 36    | Le Printemps Marseillais      | Pierre Huget          |
| Génération.s                                |                           | G·s   | 1     |      | 36    | Le Printemps Marseillais      | Pierre Huget          |
| La France insoumise diss.                   |                           | LFI   | 1     |      | 36    | Le Printemps Marseillais      | Pierre Huget          |
| Parti Pirate                                |                           | PP    | 1     |      | 36    | Le Printemps Marseillais      | Pierre Huget          |
| Les Radicaux de Gauche                      |                           | LRDG  | 1     |      | 36    | Le Printemps Marseillais      | Pierre Huget          |
| Nouvelle Donne                              |                           | ND    | 1     |      | 36    | Le Printemps Marseillais      | Pierre Huget          |
| Place publique                              |                           | PP    | 1     |      | 36    | Le Printemps Marseillais      | Pierre Huget          |
|                                             | Europe Écologie Les Verts |       | EÉLV  | 8    | 10    | Écologiste et pluriel.s       | Fabien Perez          |
| Divers gauche                               |                           | DVG   | 1     |      | 10    | Écologiste et pluriel.s       | Fabien Perez          |
| La France insoumise diss.                   |                           | LFI   | 1     |      | 10    | Écologiste et pluriel.s       | Fabien Perez          |
|                                             | Parti socialiste diss.    |       | PS    | 6    | 8     | Marseille Avant Tout          | Samia Ghali           |
| Divers gauche                               |                           | DVG   | 1     |      | 8     | Marseille Avant Tout          | Samia Ghali           |
| Parti radical                               |                           | PR    | 1     |      | 8     | Marseille Avant Tout          | Samia Ghali           |
| Opposition (46 sièges)                      |                           |       |       |      |       |                               |                       |
|                                             | Les Républicains          |       | LR    | 15   | 31    | Une Volonté pour Marseille    | Catherine Pila        |
| Divers droite                               |                           | DVD   | 10    |      | 31    | Une Volonté pour Marseille    | Catherine Pila        |
| Horizons                                    |                           | HOR   | 2     |      | 31    | Une Volonté pour Marseille    | Catherine Pila        |
| Renaissance                                 |                           | RE    | 2     |      | 31    | Une Volonté pour Marseille    | Catherine Pila        |
| Nouvelle Énergie                            |                           | NÉ    | 1     |      | 31    | Une Volonté pour Marseille    | Catherine Pila        |
| Divers centre                               |                           | DVC   | 1     |      | 31    | Une Volonté pour Marseille    | Catherine Pila        |
|                                             | Rassemblement national    |       | RN    | 7    | 8     | Rassemblement Marseillais     | Bernard Marandat      |
| Union des droites pour la République        |                           | UDR   | 1     |      | 8     | Rassemblement Marseillais     | Bernard Marandat      |
|                                             | Divers droite             |       | DVD   | 2    | 5     | Ensemble pour les marseillais | Lionel Royer-Perreaut |
| Renaissance                                 |                           | RE    | 2     |      | 5     | Ensemble pour les marseillais | Lionel Royer-Perreaut |
| Horizons                                    |                           | HOR   | 1     |      | 5     | Ensemble pour les marseillais | Lionel Royer-Perreaut |
|                                             | Extrême droite            |       | EXD   | 2    | 2     | Non-inscrits                  | -                     |

### Maires et adjoints

#### Mairie centrale

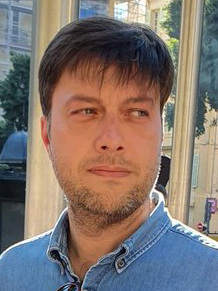
Benoît Payan

Le tout premier maire de Marseille est le marquis Balthazar Fouquet de Jarente en 1766. Lorsque la fonction de maire est créée en 1766 par Louis XV, il s'agit de redorer le blason de la noblesse marseillaise, alors que les fonctions d'échevin étaient jusque-là réservées aux négociants, armateurs, avocats et médecins.
En 1939, après l'Incendie des Nouvelles Galeries, la ville est mise sous tutelle : les fonctions du maire Henri Tasso et du conseil municipal sont suspendues et la ville est dirigée par des administrateurs jusqu'en 1944.
Le maire actuel de la ville est Benoît Payan, élu le 21 décembre 2020 par le conseil municipal après la démission de Michèle Rubirola.
| Période            | Période            | Identité               | Étiquette          | Étiquette          |
| Maire de Marseille | Maire de Marseille | Maire de Marseille     | Maire de Marseille | Maire de Marseille |
| ------------------ | ------------------ | ---------------------- | ------------------ | ------------------ |
| 1945               | 1947               | Jean Cristofol         |                    | PCF                |
| 1947               | 1953               | Michel Carlini         |                    | RPF                |
| 1953               | 1986               | Gaston Defferre        |                    | SFIO → PS          |
| 1953               | 1986               | Gaston Defferre        |                    | SFIO → PS          |
| 1986               | 1986               | Jean-Victor Cordonnier |                    | PS                 |
| 1986               | 1989               | Robert Vigouroux       |                    | PS                 |
| 1989               | 1995               | Robert Vigouroux       |                    | DVG                |
| 1995               | 1997               | Jean-Claude Gaudin     |                    | UDF-PR             |
| 1997               | 2002               | Jean-Claude Gaudin     |                    | DL                 |
| 2002               | 2020               | Jean-Claude Gaudin     |                    | UMP → LR           |
| 2020               | 2020               | Michèle Rubirola       |                    | EÉLV               |
| 2020               | En cours           | Benoît Payan           |                    | PS puis DVG        |
| 2020               | En cours           | Benoît Payan           |                    | PS puis DVG        |

#### Adjoints au maire
| Nom                       | Poste                 | Parti | Parti                  | Délégation | Autres mandats                             |
| ------------------------- | --------------------- | ----- | ---------------------- | --- | ------------------------------------------ |
| Michèle Rubirola          | 1re adjointe au maire |       | EELV                   | Action municipale pour une ville plus juste, plus verte, plus démocratique, santé, affaires internationales et Coopération                                                                                           |                                            |
| Pierre-Marie Ganozzi      | 2e adjoint au maire   |       | DVG                    | Plan école, bâti, construction, rénovation et patrimoine scolaire |                                            |
| Samia Ghali               | 3e adjointe au maire  |       | DVG                    | Stratégie municipale sur les projets structurants de la ville, relations avec l’agence de rénovation urbaine, égalité des territoires, relations euroméditerranéennes, attractivité et grands évènements marseillais | Conseillère départementale de Marseille-4  |
| Jean-Marc Coppola         | 4e adjoint au maire   |       | PCF                    | Culture pour toutes et tous, création, patrimoine culturel et cinéma |                                            |
| Olivia Fortin             | 5e adjointe au maire  |       | DVG                    | Modernisation du fonctionnement, transparence et coproduction de lʼaction publique et Open Data |                                            |
| Joël Canicave             | 6e adjoint au maire   |       | PS                     | Finances, moyens généraux et budgets participatifs |                                            |
| Christine Juste           | 7e adjointe au maire  |       | EELV                   | Environnement, lutte contre les pollutions, eau et assainissement, propreté de l'espace public, espaces naturels, biodiversité terrestre et animal dans la ville                                                     |                                            |
| Pierre Huguet             | 8e adjoint au maire   |       | G.s                    | Éducation, cantines scolaires, soutien scolaire et cités éducatives |                                            |
| Audrey Garino             | 9e adjointe au maire  |       | PCF                    | Affaires sociales, solidarité, lutte contre la pauvreté et égalité des chances | Conseillère départementale de Marseille-11 |
| Sébastien Barles          | 10e adjoint au maire  |       | EELV                   | Transition écologique et assemblée citoyenne du futur |                                            |
| Mathilde Chaboche         | 11e adjointe au maire |       | DVG                    | Urbanisme et développement harmonieux de la ville |                                            |
| Patrick Amico             | 12e adjoint au maire  |       | DVG                    | Politique du logement et lutte contre l'habitat indigne |                                            |
| Marie Batoux              | 13e adjointe au maire |       | LFI                    | Éducation populaire |                                            |
| Yannick Ohanessian        | 14e adjoint au maire  |       | PS                     | Tranquillité publique, prévention, Bataillon de Marins-Pompiers et sécurité | Conseiller départemental de Marseille-11   |
| Aïcha Sif                 | 15e adjointe au maire |       | EELV                   | Alimentation durable, agriculture urbaine, fermes pédagogiques et préservation des sols |                                            |
| Laurent Lhardit           | 16e adjoint au maire  |       | PS                     | Dynamisme économique, emploi et tourisme durable |                                            |
| Sophie Guérard            | 17e adjointe au maire |       | DVG                    | Place de l'enfant dans la ville |                                            |
| Sébastien Jibrayel        | 18e adjoint au maire  |       | PS                     | Sport, accès à la pratique sportive et e-sport | Conseiller départemental de Marseille-3    |
| Sophie Roques             | 19e adjointe au maire |       | PS                     | État civil, Allô Mairie, accueil des nouveaux Marseillais |                                            |
| Théo Challande-Névoret    | 20e adjoint au maire  |       | EELV                   | Démocratie locale, lutte contre les discriminations, promotion des budgets participatifs et du service civique |                                            |
| Audrey Gatian             | 21e adjointe au maire |       | PS                     | Politique de la ville et mobilités |                                            |
| Hattab Fadhla             | 22e adjoint au maire  |       | PS                     | Cimetières |                                            |
| Aurélie Biancarelli-Lopes | 23e adjointe au maire |       | PCF                    | Recherche, vie étudiante et enseignement supérieur |                                            |
| Ahmed Heddadi             | 24e adjoint au maire  |       | Les Radicaux de gauche | Lien social, vie associative, centres sociaux, bel âge et animation urbaine |                                            |
| Lisette Narducci          | 25e adjointe au maire |       | PR                     | Familles, mémoires et anciens combattants |                                            |
| Hervé Menchon             | 26e adjoint au maire  |       | EELV                   | Biodiversité marine, espaces marins littoraux insulaires, plages et équipements balnéaires, activités nautiques |                                            |
| Nessera Benmarnia         | 27e adjointe au maire |       | PS                     | Espaces verts, parcs et jardins et retour de la nature et ville |                                            |
| Jean-Pierre Cochet        | 28e adjoint au maire  |       | PP                     | Sécurité civile, gestion des risques et plan communal de sauvegarde |                                            |
| Rebecca Bernardi          | 29e adjointe au maire |       | DVG                    | Commerce, artisanat, noyaux villageois, éclairage public, illuminations et vie nocturne |                                            |
| Hedi Ramdane              | 30e adjoint au maire  |       | PS                     | Jeunesse |                                            |

#### Mairies de secteur

Couleur politique des maires de secteur.

| Secteur et arrondissements | Secteur et arrondissements | Secteur et arrondissements | Maire                         | Parti | Notes                                                                                           |
| -------------------------- | -------------------------- | -------------------------- | ----------------------------- | ----- | ----------------------------------------------------------------------------------------------- |
|                            | I                          | 1er et 7e                  | Sophie Camard                 | GRS   | Conseillère départementale de Marseille-1                                                       |
|                            | II                         | 2e et 3e                   | Anthony Krehmeier             | PS    | Conseiller départemental de Marseille-2                                                         |
|                            | III                        | 4e et 5e                   | Didier Jau                    | EELV  |                                                                                                 |
|                            | IV                         | 6e et 8e                   | Olivia Fortin                 | DVG   |                                                                                                 |
|                            | V                          | 9e et 10e                  | Anne-Marie d'Estienne d'Orves | DVD   | Maire de secteur depuis le 22 juillet 2022 à la suite de la députation de Lionel Royer-Perreaut |
|                            | VI                         | 11e et 12e                 | Sylvain Souvestre             | DVD   | Maire de secteur depuis le 4 novembre 2020 à la suite de la députation de Julien Ravier         |
|                            | VII                        | 13e et 14e                 | Marion Bareille               | DVD   |                                                                                                 |
|                            | VIII                       | 15e et 16e                 | Nadia Boulainseur             | DVG   |                                                                                                 |

## Histoire politique
| Élections | Maire de Marseille | Maire de Marseille                                                                                                   | Conseil municipal | Secteurs |
| --------- | ------------------ | --- | --- | -------- |
| 1965      |                    | Gaston Defferre (SFIO)                                                                                               | - SFIO-Rad.-MRP (41) - SFIO diss.-PCF (22) |          |
| 1971      |                    | Gaston Defferre (PS)                                                                                                 | - PS-CD-Rad.-CIR (56) - PCF (7) |          |
| 1977      |                    | Gaston Defferre (PS)                                                                                                 | - PS (56) - PCF (7) |          |
| 1983      |                    | Gaston Defferre (PS)                                                                                                 | - Gauche (64) - Droite (37) |          |
| 1989      |                    | Robert Vigouroux (PS diss.)                                                                                          | - PS diss. (80) - UDF-RPR (9) - Front national (7) - PS (5) |          |
| 1995      |                    | Jean-Claude Gaudin (UDF)                                                                                             | - Gauche (37) - Droite (55) - Front national (9) |          |
| 2001      |                    | Jean-Claude Gaudin (DL)                                                                                              | - Gauche (37) - Droite (61) - MNR (3) |          |
| 2008      |                    | Jean-Claude Gaudin (UMP)                                                                                             | - Gauche (49) - Droite (51) - Front national (1) |          |
| 2014      |                    | Jean-Claude Gaudin (UMP-LR)                                                                                          | - Droite (61) - Gauche (20) - Front national (20) |          |
| 2020      |                    | Michèle Rubirola (EELV) (du 4 juillet au 15 décembre 2020) Benoît Payan (PS) puis (DVG) (depuis le 15 décembre 2020) | - Printemps marseillais (36) - Écologiste et pluriel.s (10) - Marseille avant tout (9) - Ensemble pour les marseillais (5) - Une volonté pour Marseille (31) - Rassemblement Marseillais (8) - Non-inscrits (2) |          |

## Administration
La Ville de Marseille compte 17 000 employés en 2021.

### Syndicats municipaux
Le syndicat Force ouvrière est majoritaire chez les agents territoriaux de Marseille et de la métropole.
Patrick Rué est depuis 2012 le secrétaire général du syndicat Force ouvrière des agents territoriaux de Marseille et de la métropole.

## Affaires politico-financières
- 2020-2021 : maintien en poste de chargés de mission ayant largement dépassé l'âge de départ à la retraite[17].
- En janvier 2022, un rapport de l'Agence française anticorruption (AFA) sur la Ville de Marseille mentionne les multiples amendes accumulées par Maurice Rey, élu municipal avec un véhicule de fonction auquel il n'avait pas droit. Parmi les amendes plusieurs concernent des voyages en Italie. Maurice Rey est membre du cabinet de Martine Vassal au Conseil départemental des Bouches-du-Rhône (CG13), dont il a été longtemps vice-président[18].
- En septembre 2022, le parquet a ouvert une enquête préliminaire à la suite de la plainte d'une agente du service du parc auto de la Ville de Marseille. Cette agente a été témoin de vols de véhicules, d'essence et de pneus, de dépeçage de véhicules avant l'envoi à la casse[19].